# Великий пост

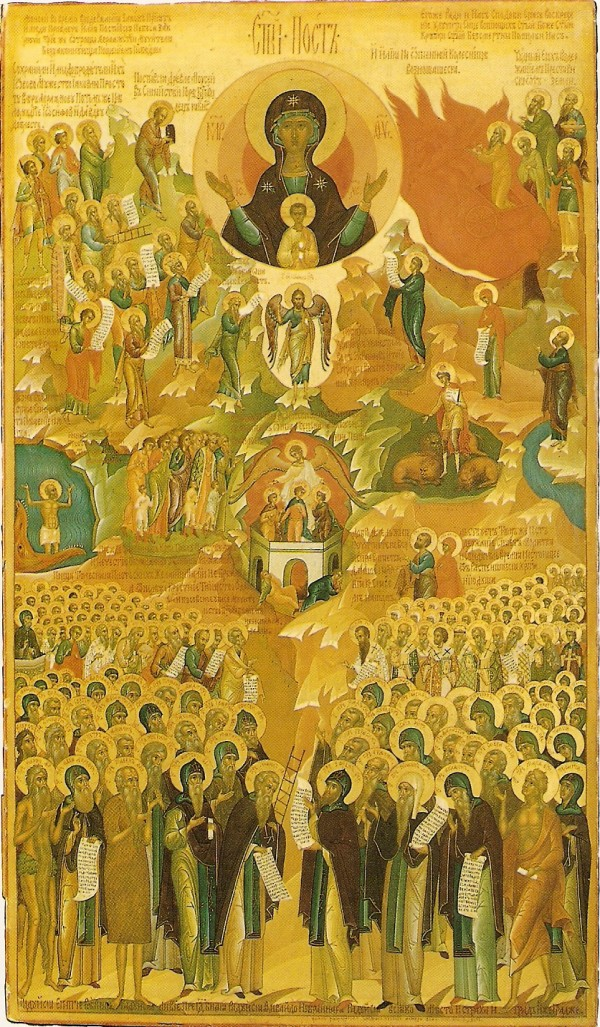
Святой пост. Мстёрская икона

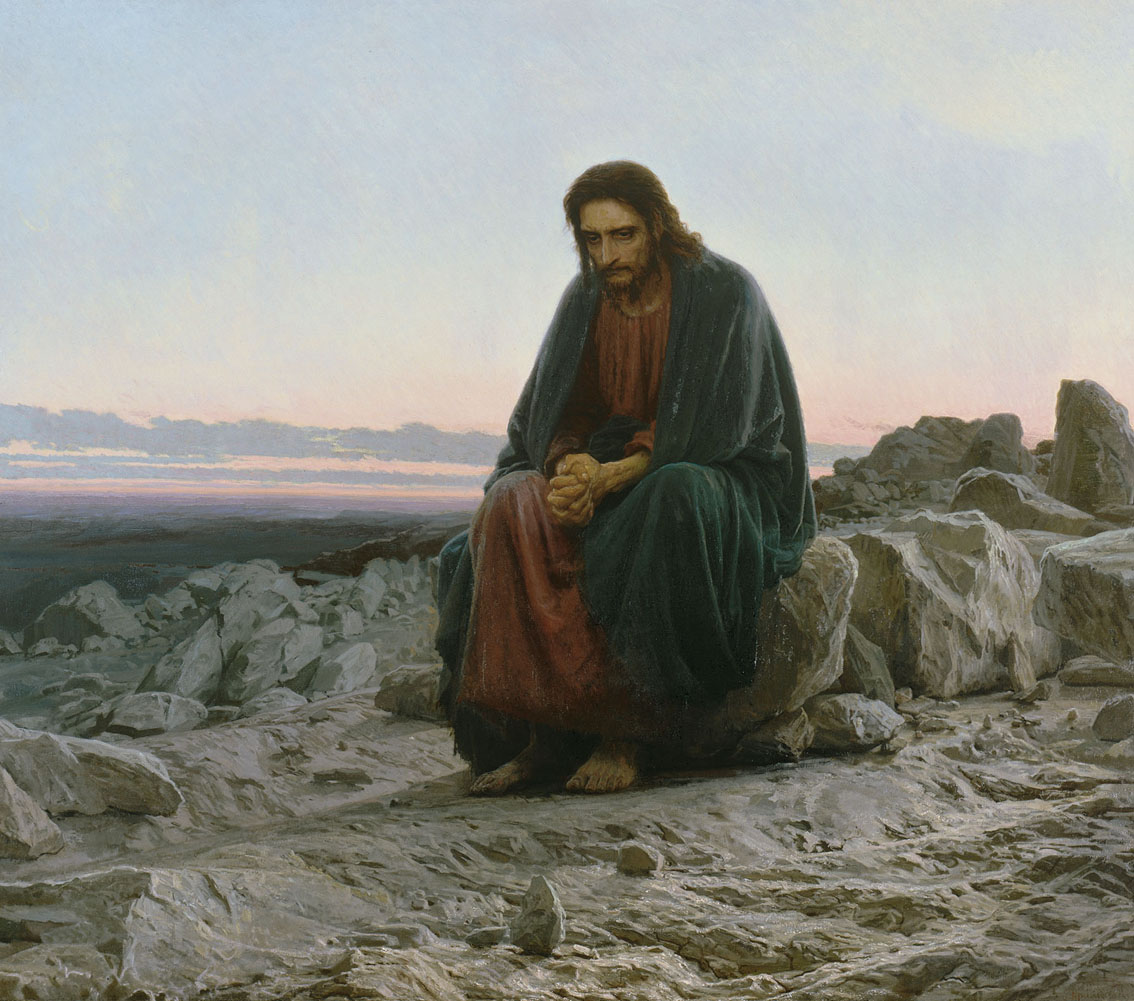
Иван Крамской. «Христос в пустыне». 1872. Государственная Третьяковская галерея

Вели́кий по́ст (греч. Μεγάλη Τεσσαρακοστή «Вели́кая Четыредеся́тница») — центральный пост во всех исторических церквях, цель которого — подготовка христианина к празднованию Пасхи; соответствующий период литургического года, отмеченный в богослужении молитвами покаяния и воспоминания крестной смерти и воскресения Иисуса Христа. Установлен в память о том, что Христос постился в пустыне сорок дней. Длительность Великого поста так или иначе связана с числом 40, однако фактическая его продолжительность зависит от правил исчисления, принятых в данной конкретной конфессии.

## Наименование
Как на Западе, так и на Востоке официальное название Великого поста использует слово, указывающее на число 40. Так, по-церковнославянски он называется «Четыредесятница», по-латински «quadragesima» (каковое слово дало название Великому посту в ряде европейских языков: фр. carême, итал. quaresima, исп. cuaresma, ирл. carghas, хорв. korizma и др.). Это слово, в свою очередь, использует греческое название великого поста, τεσσαρακοστή (сороковой), образованное по аналогии со словом πεντηκοστή (пятидесятый, Пятидесятница), которое восходит ещё к временам Ветхого Завета.

## Развитие Великого поста

### Возникновение поста
Первые христиане, вспоминая крестные страдания Иисуса Христа и Его слова: «когда отнимется у них Жених, и тогда будут поститься» (Мф. 9:15), постились в сам день иудейской Пасхи. Продолжительность Пасхального поста составляла 40 часов дневных и 40 часов ночных (80 часов = 3,3 суток).
Однако вскоре выходцев из язычества среди христиан стало значительно больше, чем из иудейства, поэтому христианская Пасха стала праздноваться несколько позже иудейской Пасхи, что окончательно закреплено Первым Вселенским собором. Однако обычай поститься на Пасху обличает ещё святитель Иоанн Златоуст в своём «Слове на пост в Пасху».
В III веке произошло удлинение пасхального поста на 40 дней под влиянием продолжительной практики оглашения, из желания строгим постом и усердными молитвами готовить оглашенных к принятию таинства крещения. Так как крещение старались приурочивать к главному христианскому торжеству — Пасхе, то и «огласительный пост» оказался «предпасхальным». По примеру Христа, постившегося за людей 40 дней, все христиане, в солидарность с оглашенными, стали ежегодно поститься 40 дней в преддверии Пасхи вместе с готовящимися к принятию святого крещения. Поэтому до сих пор в Великом посте различаются два периода: 1) святой четыредесятницы и 2) страстной седмицы, а иудейская пасха по срокам теперь всегда стала выпадать на период христианского поста.
Некоторые святые отцы уже в V веке были уверены, что сорокадневный пост перед Пасхой был апостольским установлением. Например, Лев Великий призывает своих слушателей к воздержанию, чтобы они могли «исполнить апостолами установленные сорок дней поста» (ut apostolica institutio quadraginta dierum jejuniis impleatur, P.L., LIV, 633). Подобные же выражения использовали историк Сократ Схоластик и Иероним (P.G., LXVII, 633; P.L., XXII, 475).
Однако, современная историческая наука опровергает данное мнение, поскольку есть многочисленные свидетельства о существовании различных практик поста в первых веках, равно как и о постепенном процессе его развития. Существует письмо Иринея Лионского Папе Виктору в связи с пасхальными спорами, которое цитирует в своей работе историк Евсевий (Hist. Eccl., V, xxiv). Ириней отмечает, что существуют разногласия не только в отношении даты празднования Пасхи, но и в отношении предваряющего её поста. «Ибо, — пишет он, — некоторые думают, что они должны поститься один день, другие — два дня, иные — даже несколько, тогда как другие отсчитывают сорок часов дня и ночи для своего поста». Он также настаивает, что эти различия существуют с давних времён, тем самым подразумевая отсутствие Апостольского предания на этот счёт. Руфин, переводя Евсевия с греческого на латинский, передал текст таким образом, что получалось, что некоторые, согласно Иринею, постились 40 дней. По этой причине существовали разногласия относительно того, как же правильно читать этот текст, однако современная наука однозначно высказывается в пользу правильности перевода, приведённого выше. Таким образом, мы можем прийти к выводу, что Ириней примерно в 190 году ещё ничего не знал о посте в 40 дней.
Такой же вывод можно сделать и из высказываний Тертуллиана. Несмотря на то, что у него есть целый трактат «De Jejunio», и он также часто касался этой темы в других местах (Tertullian, «De Jejun.», ii и xiv; ср. «de Orat.», xviii; etc.), в его трудах нет никакого указания на какой-либо период в 40 дней, посвящённых продолжительному посту.
И подобное умалчивание мы видим у всех доникейских отцов, хотя многие из них имели достаточно поводов сослаться на такое апостольское установление, если бы оно существовало. Исключение составляет Игнатий Богоносец, провозглашающий: «Четыредесятницей не пренебрегайте, она составляет подражание жительству Христову»; «Во всю Четыредесятницу должно поститься правоверующим, потому что она содержит чин и устав общества Господня». Ссылаясь на эти слова Дебольский Г. С. отстаивает «Древность Четыредесятницы». Отметим, однако, что «послание к филиппийцам», на которое ссылается Дебольский, принадлежит к числу подложных.
Далее, есть основания полагать, что Церковь в апостольские времена была более склонна праздновать Воскресение Христово не ежегодно, а еженедельно. Если это так, то воскресная литургия представляла собой еженедельное празднование Воскресения, а пост в пятницу — крестную смерть Христа. Такая теория предлагает вполне естественное объяснение столь больших различий, существовавших в конце второго столетия в отношении дня празднования Пасхи и соблюдения предпасхального поста. Христиане были едины в праздновании Воскресенья и Пятницы, которые праздновались с самых ранних дней Церкви, обычай же ежегодного празднования Пасхи развивался постепенно и на него оказывали влияние местные условия. С появлением Пасхального праздника стал появляться и предпасхальный пост, поначалу короткий, не превышающий по длительности неделю, но очень строгий, когда вспоминали Страсти Христовы, или, более обще, «дни, когда Жених был взят» (Мф. 9:15).
Как бы там ни было, в начале IV века встречается первое упоминание термина τεσσαρακοστή. Он появляется в пятом каноне Первого Никейского собора в связи с обсуждением подобающего времени для созыва синода, и, возможно, он указывает не на период, а на конкретный праздник, например, Вознесение, или Сретение, который Этерия называет quadragesimæ de Epiphania. Однако следует помнить, что слово «Пятидесятница», πεντηκοστή, также означавшее первоначально пятидесятый день, впоследствии перешло на весь период от Пасхи до Пятидесятницы. Как бы то ни было, из «Праздничных посланий» Афанасия Великого известно, что в 331 году святой предписал своей пастве «четыредесятницу», продолжавшуюся сорок (календарных) дней и заканчивающуюся периодом строгого поста — Страстной Недели (которую он называет «святой седмицей великого праздника Пасхи»), и, во-вторых, что тот же святой отец, после путешествия в Рим и по значительной части Европы, написал в очень строгих выражениях александрийцам, призывая их соблюдать практику, которая уже повсеместно соблюдается (послание 11-е, из Рима):
Но, возлюбленный, как бы ни было, убеди их в этом и научи их поститься сорок дней; ибо постыдно было бы, когда все поступают так, только находящимся в Египте, вместо воздержания, предаваться веселию
Что касается установления числа 40 дней, решающую роль в этом должны были сыграть примеры Моисея, Ильи и Христа, но возможно также, что при этом имели в виду и 40 часов, которые Христос пребывал в гробе. С другой стороны, как Пятидесятница была периодом, во время которого христиане радовались и молились стоя, что, однако, не означает, что они постоянно пребывали в такой молитве, так и Четыредесятница была первоначально периодом, отмеченным постом, но не обязательно периодом, в течение которого верующие каждый день постились. Всё же, этот принцип по-разному понимался в разных местах, результатом чего были совершенно разные практики поста. В Риме, в пятом столетии, пост длился шесть недель, но, согласно историку Сократу, только три из них были собственно постными, и то за исключением суббот и воскресений, и, как полагают некоторые историки, недели поста шли не подряд, приходились на первую, четвёртую и шестую недели. Возможно, впрочем, что эти недели поста были посвящены подготовке оглашенных к крещению, так как, по мнению многих исследователей, пост оглашенных и за них явился одной из причин формирования длительного предпасхального поста.

### На Востоке
На Востоке преобладала практика, которая была упомянута выше в цитате из «Праздничных посланий» Афанасия: пять недель Великого поста были подготовительными для особо строгого поста Страстной седмицы. Однако, установив однажды число 40, длительность поста старались согласовывать именно с ним. Так, Этерия в своём «Паломничестве» говорит о соблюдавшемся в Иерусалиме посте в восемь недель, которые, при исключении суббот и воскресений, давали как раз 40 дней. Подобный же пост соблюдался и в других местах. Отголоски этой практики до сих пор сохранились в православном богослужении. В восьмую неделю до Пасхи («Сырную седмицу») уже соблюдается пост, хотя и лёгкий (запрещено только мясо); два дня на этой неделе богослужение совершается практически по великопостному чину; в субботу этой недели совершается память «преподобных отцев, в подвизе просиявших».
Позднее, под влиянием монашеской практики, субботы и воскресенья тоже стали постными (хотя и в более лёгкой степени), а великопостный период (Великий пост) теперь длится 48 дней, из которых 40 дней (до пятницы 6-й недели) именуются собственно Четыредесятницей, в число оставшихся восьми входят Лазарева суббота, Вербное воскресение и ещё 6 дней Страстной Седмицы.
Православные церкви в отношении поста по сей день руководствуются палестинским уставом, обычно называемым Типикон. Пищевой аспект Великого поста подробнее рассмотрен в следующем разделе, но общая схема такова:
- с понедельника по пятницу — сухоядение один раз вечером.
- в субботу и воскресенье — разрешается растительное масло, две трапезы в день[9].
- два дня в течение поста — в Вербное воскресенье и Благовещение (если только Благовещение не придётся на Страстную седмицу) — разрешается рыба.

Если на будний день придётся полиелейный праздник, разрешается варёная пища с маслом и вино, или, если это среда или пятница, только варёная пища и вино, но в любом случае (даже и в Благовещение) трапеза в эти дни разрешается только один раз.
Если в первое время воздержание от пищи до вечера соблюдалось всеми, а не только монашествующими (напр., Василий Великий, упрекая в одной из своих проповедей слушателей, явно не монахов, говорит: «Вкусить пищу дожидаешься вечера, но тратишь день в судебных местах»; подобное же говорил и Иоанн Златоуст: «Не будем думать, что одного неядения до вечера достаточно нам для спасения»), то поздне́е соблюдение этого обычая стало ослабевать, так что в современной православной литературе о каком-либо количестве трапез не говорится вовсе. Что же касается ограничений по роду пищи, то в наиболее близкой к Типикону форме они соблюдаются (если не считать некоторых особо строгих монастырей) у старообрядцев, тогда как в Русской Православной Церкви и других церквях обычно допускаются те или иные послабления.

### На Западе
На Западе развитие Великого поста шло иным образом. Постепенно утвердился обычай поститься шесть недель, однако, поскольку со временем на Западе в число постных дней вошла и суббота, общая длительность поста составила 36 дней (6 недель по 6 дней, исключая воскресенья). Святой Григорий Великий (560—604), а вслед за ним и многие средневековые авторы описывал этот период, как «духовную десятину года», поскольку 36 составляет примерно десятую часть от числа дней в году. Позднее, ради исполнения числа 40, добавили ещё 4 дня, в результате чего пост стал начинаться в среду, которая получила название Пепельной среды. Впрочем, следы прежней практики до сих пор остались в т. н. «тридентском» миссале, где в молитве secreta в первое воскресенье Великого поста священник говорит о «sacrificium quadragesimalis initii», то есть о жертве начала поста.
Что касается пищевой составляющей поста, то, в отличие от Восточной церкви, на Западе больший акцент был сделан на времени и количествах принятия пищи. Первоначально допускалась лишь одна трапеза, каковая могла начаться только с наступлением вечера. Однако уже достаточно рано (мы впервые находим упоминание об этом у Сократа Схоластика) стала быть терпимой практика разрешения поста в «девятый час», то есть, в три часа дня. Постепенному приближению времени обеда способствовало ещё и то, что канонические часы (Девятый час, Вечерня и т. д.) представляли скорее некие условные периоды, чем фиксированные моменты времени. Девятый час означал, без сомнения, три часа дня, однако служба девятого часа могла читаться сразу после шестого, который соответствовал полудню. Подобным же образом и вечерня, после которой полагалась трапеза, служилась всё раньше и раньше, пока, наконец, не было официально признано, что вечерня в великий пост может служиться в районе полудня (как оно и было в Католической Церкви вплоть до литургических реформ середины XX века). Таким образом, хотя в XI веке ещё объявлялось, что принимающие пищу до наступления вечера нарушают великий пост, уже в XIII веке такой обычай стал вполне общепринятым.
Дальнейшим послаблением явилось введение вечерних лёгких трапез, т. н. «collatio». Ещё позже, ближе к XVIII веку, разрешили небольшую трапезу утром. В таком виде (одна полная трапеза и два небольших перекуса) этот тип поста (именуемый собственно «постом», в отличие от «воздержания», о котором пойдёт речь далее) просуществовал до наших дней, хотя и требуется официально лишь для нескольких дней в году.
Что же касается ограничений на качество пищи, то есть воздержания, то здесь долгое время также существовали значительные ограничения, хотя они и не доходили до такой строгости, как в Православной церкви. К первоначальному и повсеместному запрету на мясо позже прибавились запреты на lacticinia, то есть молочные продукты. Причём, в отличие от поста, воздержание не отменялось и в воскресные дни великого поста. Исключения, всё же, допускались, и часто давались диспенсации, разрешающие вкушать lacticinia при условии совершения какого-нибудь благочестивого дела. В Германии такие диспенсации были известны, как Butterbriefe, считается, что благодаря им там было построено несколько церквей. Одна из колоколен собора Нотр-Дам во французском Руане по этой же причине раньше называлась La Tour de Beurre (то есть «масляная башня»). Позднее, однако, большинство запретов были сняты, так что к началу XX века сохранялся лишь запрет на употребление мяса по пятницами и в некоторые другие дни года. В 1966 году Папа Павел VI в своём Motu proprio «Paenitemini» ввёл новые правила поста, сохранив запрет на мясо по пятницам, из дней же строгого поста оставил обязательными только два: в Пепельную Среду и Великую Пятницу. Разумеется, подобные правила следует рассматривать, как минимум, который не препятствует желающим брать на себя дополнительные ограничения (не обязательно связанные с пищей) на этот период. Кроме того, многие традиционалисты соблюдают дореформенный пост, который, применительно к Великому посту, выражается обычно в посте шесть дней в неделю (кроме воскресений) и дополнительно в воздержании в пятницу и (не везде) в субботу.

## В православии

### Подготовка
Подготовка к Великому посту начинается за четыре седмицы до его начала, что служит цели духовно подготовить христианина к главному и единственному смыслу поста — покаянию. Каждая из предшествующих Великому посту недель (воскресений) и седмиц имеет своё название:
- Неделя о Закхее (Лк. 19:1—10).

В первую неделю подготовки к посту Церковь призывает христиан по примеру Закхея проявить свободное волеизъявление, чтобы приблизиться к Богу. Низкорослый Закхей грешен и ограничен, но его желание превосходит и побеждает всё это. Он усилием привлекает внимание Иисуса Христа, приводит Его в свой дом.
- Неделя о мы́таре и фарисе́е (Лк. 18:10—14).

За три седмицы до Великого поста Церковь воспоминает евангельскую притчу о мытаре и фарисее. С этого дня начинается пение Постной Триоди. На утрени после чтения 50-го псалма читаются особые покаянные тропари «Покаяния отверзи ми двери…», которые поются и во все последующие недели до пятой недели Святой Четыредесятницы включительно.
Церковь призывает верных к размышлениям о покаянии истинном и показном, когда осуждающий себя (мытарь) был оправдан Богом, а возвышающий себя (фарисей) — осуждён.
В ознаменование того, что слепое следование букве закона (устава) несёт духовный вред, в последующие среду и пятницу пост отменяется. Следующая седмица поэтому называется «сплошной», так как во все её дни, включая среду и пятницу, по уставу разрешается вкушать скоромную пищу. Типикон (Гл. 49) так говорит об отмене поста в данный период: «Подобает ведати: яко в сей седмице иномудрствующии содержат пост, глаголемый арцивуриев. Мы же монаси на кийждо день, се же в среду и пяток, вкушаем сыр и яица, в 9-й час. Миряне же ядят мясо, развращающе онех веление толикия ереси».
- Неделя о блудном сыне (Лк. 15:11—32)

На утрени к обычным полиелейным псалмам добавляется ещё псалом 136-й «На реках вавилонских…» с «аллилуиею красною» (этот псалом, кроме Недели о блудном сыне, поется также в Неделю о Страшном Суде и Неделю Сыропустную).
В течение следующей за нею Мясопустной седмицы ещё разрешается употреблять мясные продукты, кроме среды и пятницы.
- Неделя о Страшном Суде

Предпоследнее воскресенье, предшествующее Великому посту, грехопадению и изгнанию Адама и Евы (Мф. 25:31—46), посвящено грядущему Страшному суду — это последний день, когда разрешено вкушения мяса («заговение» на мясо) — Великий мясопуст.
Следующая за ней Сырная седмица: всю седмицу, включая среду и пятницу, разрешено есть рыбу, яйца, сыр, молочные продукты; однако в среду и пятницу, согласно Типикону, положена лишь одна трапеза вечером, и богослужение в среду и пяток имеют сходство с великопостным: не разрешается совершать Божественную литургию, читается покаянная молитва Ефрема Сирина с поклонами и др.
- Последнее воскресенье пред Великим постом — Прощёное воскресенье, называемая ещё как «Неделя Сырная»: после вечерни в этот день совершается чин взаимного прощения, после чего начинается поприще Святой Четыредесятницы.

### Сроки Великого поста в православном календаре
Великий пост длится почти полные семь седмиц — 48 дней. В него входят:
1. Святая четыредесятница (40 дней — 5 седмиц и 5 дней);
2. Лазарева суббота;
3. Вход Господень в Иерусалим (Вербное воскресение);
4. Страстная седмица (имеет только 6 дней).

В зависимости от дня празднования Пасхи, который меняется каждый год, Великий пост может начинаться в период с 2 (15) февраля по 8 (21) марта включительно, и соответственно заканчивается в один из дней с 21 марта (3 апреля) по 24 апреля (7 мая). Таким образом, дни в период с 8 (21) марта по 21 марта (3 апреля) оказываются всегда приходящимися на Великий пост.
Каждая седмица Великого поста именуется по порядковому номеру: 1-я седмица Великого поста, 2-я седмица Великого поста и т. д., и завершается неделей (воскресным днём).

### Великопостное богослужение
Богослужение в течение Четыредесятницы отличается от обычного тем, что:
- по понедельникам, вторникам и четвергам Божественной литургии не бывает (если нет праздника);
- по средам и пятницам совершается литургия преждеосвященных Даров;
- в течение седмицы вся Псалтирь в храмовых богослужениях прочитывается дважды;
- с понедельника по пятницу:
  - в конце каждого богослужения Суточного круга читается молитва Ефрема Сирина с четырьмя земными и 12 поясными поклонами;
  - на ектениях и кафизмах особые великопостные напевы;
  - на Утрени: «Аллилуйя» с четырьмя стихами вместо обычного «Бог Господь…»; по гласу Октоиха и дню седмицы подбираются: троичны (вместо тропарей), окончания у которых допеваются хором, седальны по первом стихословии и светильны; канон с библейскими песнями в великопостном порядке;
  - на Вечерни: два прокимена и две паремии; по «Ныне отпущаеши» и Трисвятом поются с тремя земными поклонами: «Богородице Дево радуйся,..», Слава.., «Крестителю Христов…», И ныне.., «Молите за ны…»;
  - на великом Повечерии: особые напевы песнопений «С нами Бог…», «День прешед…», «Помилуй нас Господи…», «Господи сил с нами буди…»; чтение либо канона Андрея Критского, либо вычитывание служб святым, чья память в настоящем году выпадает на Страстную и Светлую седмицы и на другие переходящие праздники.
- по воскресеньям служится Литургия Василия Великого (пять раз);
- каждое воскресенье посвящено особому воспоминанию.

Богослужения Лазаревой субботы, Вербного воскресенья и Страстной седмицы, также входящих в состав Великого поста, имеют множество своих особенностей.
Первая седмица Великого поста имеет народное название «Фёдорова неделя». На храмовых богослужениях в понедельник, вторник, среду и четверг на великом Повечерии читается по частям Великий канон преподобного Андрея Критского, а в пятницу по заамвонной молитве — молебный канон великомученику Феодору Тирону (отсюда и название первой седмицы) и совершается благословение ко́лива (кутьи). Понедельник в народе называется «Чистым понедельником».
- Первая неделя Великого поста — Торжество православия: в современной практике Русской православной церкви возглашается «вечная память» всем скончавшимся защитникам веры православной, а «многая лета» — здравствующим верным. До 1919 года совершалось также анафематствование ересей, а ещё раньше в России — государственных преступников. В настоящее время анафематствование ересей совершается только в соборных храмах. По русской (неканонической) традиции, с этого дня в течение всей Четыредесятницы: на часах вычитывается всё Евангелие, а по особым дням совершается Соборование и Пассия.
- Вторая неделя Великого поста: Русская православная церковь вспоминает одного из великих богословов — святителя Григория Паламу.
- Третья неделя Великого поста — Крестопоклонная: после великого славословия на утрени износится из алтаря святой Крест и предлагается для поклонения верным. Следующая за неделей четвёртая седмица Великого поста именуется Крестопоклонной; её среда — Преполовение Святой Четыредесятницы (в просторечии именовалось Средокрестьем); от сего дня до Великой среды на всех литургиях преждеосвященных Даров добавляется ектения «О готовящихся ко святому просвещению» (крещению).
- Четвёртая неделя — переходящая память преподобного Иоанна Лествичника. В четверг пятой седмицы на утрене читается весь Великий покаянный канон Андрея Критского, а также житие преподобной Марии Египетской — «Андреево стояние», или «стояние Марии Египетской». Получило распространение ещё одно название этой седмицы — «Похвальная» от Субботы Акафиста или Похвалы Пресвятой Богородице: на утрене субботы торжественно читается акафист Пресвятой Богородице. Празднование было установлено в память спасения Константинополя от иноплеменного нашествия в 626 году при императоре Ираклии.
- Пятая неделя — память преподобной Марии Египетской, образца истинного покаяния, и преподобного святителя Филофея. Шестая седмица — седмица ваий, в пяток которой завершается Святая Четыредесятница; суббота — Воскрешение праведного Лазаря (Лазарева суббота).
- Шестая неделя — Вход Господень в Иерусалим, или Вербное воскресенье, (двунадесятый праздник).

Далее начинается Страстная седмица.

### Питание в Великий пост
В отношении трапезы Типикон предписывает следующие правила:
- в первую и последнюю (Страстную) седмицы — особо строгий пост;
- не разрешаются «скоромные» продукты (мясо и его субпродукты, животный жир, молочные продукты, яйца);
- в понедельники, среды и пятницы — холодная пища без елея (оливкового масла) один раз в день (в вечернее время);
- во вторники и четверги — горячая пища без масла один раз в день (в вечернее время);
- по субботам и неделям (воскресеньям) разрешается употреблять растительное масло и виноградное вино (кроме субботы Страстной седмицы) дважды в день (в дневное и вечернее время[19]);
- в Чистый понедельник и Великую пятницу ничего есть не положено;
- в Великую субботу многие верующие отказываются также от пищи до наступления Пасхи, Уставом же допускается вечером этого дня единократный приём сырой пищи с вином[20];
- рыба разрешается только в праздники Благовещения (если не совпал со Страстной седмицей) и в неделю ваий; в Лазареву субботу рыба не разрешается, но можно употреблять в пищу икру.

| Седмицы              | Неделя                | Понедельник     | Вторник          | Среда           | Четверг               | Пятница          | Суббота                     |
| -------------------- | --------------------- | --------------- | ---------------- | --------------- | --------------------- | ---------------- | --------------------------- |
| 1-я подготовительная | «мясоед»              | «мясоед»        | «мясоед»         | «мясоед»        | «мясоед»              | «мясоед»         | «мясоед»                    |
| 2-я подготовительная | «мясоед»              | «мясоед»        | «мясоед»         | рыба            | «мясоед»              | рыба             | «мясоед»                    |
| 3-я подготовительная | всё, кроме мяса       | всё, кроме мяса | всё, кроме мяса  | всё, кроме мяса | всё, кроме мяса       | всё, кроме мяса  | всё, кроме мяса             |
| 1-я седмица          | всё, кроме мяса       | ничего не едят  | хлеб, вода       | сырая без елея  | сырая без елея        | варёная без елея | варёная c елеем, вино       |
| 2-я седмица          | варёная c елеем, вино | сырая без елея  | варёная без елея | сырая без елея  | варёная без елея      | сырая без елея   | варёная c елеем, вино       |
| 3-я седмица          | варёная c елеем, вино | сырая без елея  | варёная без елея | сырая без елея  | варёная без елея      | сырая без елея   | варёная c елеем, вино       |
| 4-я седмица          | варёная c елеем, вино | сырая без елея  | варёная без елея | сырая без елея  | варёная без елея      | сырая без елея   | варёная c елеем, вино       |
| 5-я седмица          | варёная c елеем, вино | сырая без елея  | варёная без елея | сырая без елея  | варёная с елеем       | сырая без елея   | варёная c елеем, вино       |
| 6-я седмица          | варёная c елеем, вино | сырая без елея  | варёная без елея | сырая без елея  | варёная без елея      | сырая без елея   | варёная с елеем, вино, икра |
| Страстная седмица    | рыба                  | сырая без елея  | сырая без елея   | сырая без елея  | варёная c елеем, вино | ничего не едят   | сырая без елея, вино        |

В дни памяти самых почитаемых святых, если они выпали на Великий пост, разрешается также:
- в понедельник, вторник и четверг — вкушать горячую пищу с растительным маслом;
- в среду и пятницу — горячая пища без масла, но с вином.

Великий пост приходится на весну, поэтому основные продукты этого поста — соления и варения из овощей и фруктов, а также морковь, лук, капуста, свёкла, консервированный зелёный горошек и другие бобовые, яблоки, апельсины, сухофрукты и орехи. Существует множество различных блюд, которые можно приготовить, используя эти и другие продукты.

## В римско-католической традиции
Великий пост в римском обряде начинается в Пепельную среду (в амвросианском — в понедельник, а Пепельная среда вообще не выделяется в календаре), за 46 календарных дней до Пасхи, хотя три последних дня перед Пасхой в литургическом календаре выделяются в отдельный период: Священное Пасхальное триденствие. До литургической реформы 1969 года перед началом Великого поста также были три подготовительные недели, первая из которых называлась Septuagesima, последующие, соответственно, Sexagesima и Quinquagesima (60 и 50). У историков нет единого мнения относительно происхождения этих наименований: Septuagesima отстоит от Пасхи на 63 дня, а не на 70, не совпадают наименования с количеством дней и у двух других недель. Возможно, в древности подготовительный период имел ещё одну дополнительную неделю, которая и дала название Septuagesima. Или же эти названия были просто подобраны по аналогии со словом Quadragesima.
В Средние века перед началом собственно поста, во вторник, было принято исповедоваться, чтобы, очистившись от грехов, вступить в постный период. В английском языке до сих пор сохранилось название этого дня «Shrove Tuesday», от англ. shrive, означающего «получать разрешение грехов в исповеди». В настоящее время такого обычая нет, однако, согласно канонам, каждый католик должен по меньшей мере раз в год, в течение великопостного или пасхального периодов, исповедаться и принять Святое Причастие.
Основные Евангельские чтения в великопостный период были следующими:
- Пепельная среда — слова Христа о посте из Нагорной проповеди (Мф. 6:16—21)
- Первое воскресенье поста (лат. Invocavit — воззовёт: от входного песнопения «Invocavit me, et ergo exaudiam eum» Пс.90:15) — Искушение Христа в пустыне (Мф. 4:1—11):
- Второе воскресенье поста (Reminiscere) — Преображение Христа[34] 1 (Мф. 17:1—9)
- Третье воскресенье поста (Oculi) — Лк. 11:14—28
- Четвёртое воскресенье поста (Laetare — от слов начального псалма «Радуйся, Иерусалим» Laetare Jerusalem — Пс.121:1) — Насыщение народа пятью хлебами (Ин. 6:1—15)
- Пятое воскресенье (Judica — от слов начального псалма «Суди меня, Боже» — Judica me, Deus — Пс.42:1) — Ин. 8:46—59
- Вербное воскресенье (Palmarum) — Вход в Иерусалим (Мф. 21:1—9) и Страсти Христовы (Мф. 26:1—75, Мф. 27:1—66)

После реформ подготовительный период был упразднён, и Великий пост (Quadragesima) теперь начинается непосредственно в Пепельную среду. Евангельские чтения во все воскресные и праздничные дни года, в том числе и в Великий пост, регулируются трёхлетним циклом. Чтения первых двух и последнего воскресений поста соответствуют друг другу и дореформенным чтениям (только переданы разными евангелистами), а чтения прочих недель характеризуют отдельные аспекты служения Христа:
- Пепельная среда (все годы) — Слова из Нагорной проповеди о милостыне, молитве и посте (Мф. 6:1—6, 16—18)
- Цикл A:
  - 1 воскресенье поста — Искушение Христа в пустыне (Мф. 4:1—11)
  - 2 воскресенье поста — Преображение Христа (Мф. 17:1—9)
  - 3 воскресенье поста — Беседа Христа с самарянкой (Ин. 4:5—42)
  - 4 воскресенье поста — Исцеление слепорождённого (Мф. 9:1—41)
  - 5 воскресенье поста — Воскрешение Лазаря (Ин. 11:1—45)
  - Вербное (Страстное) воскресенье — Процессия: Мф. 21:1—11, Евангелие Страстей: Мф. 26:14 — 27:66 или Мф. 27:11—54.
- Цикл Б:
  - 1 воскресенье поста — Искушение Христа и начало Его служения (Мк. 1:12—15)
  - 2 воскресенье поста — Преображение Христа (Мк. 9:2—10)
  - 3 воскресенье поста — Изгнание торгующих из храма (Ин. 2:13—25)
  - 4 воскресенье поста — Беседа с Никодимом, пророчество о грядущих Страстях (Ин. 3:14—21)
  - 5 воскресенье поста — Пророчество о Страстях (Ин. 12:20—33)
  - Вербное (Страстное) воскресенье — Процессия: Мк. 11:1—10 или Ин. 12:12—16, Евангелие Страстей: Мк. 14:1 — 15:47 или Мк. 15:1—39
- Цикл В:
  - 1 воскресенье поста — Искушение Христа в пустыне (Лк. 4:1—13)
  - 2 воскресенье поста — Преображение Христа (Лк. 9:28—36)
  - 3 воскресенье поста — Притча о смоковнице (Лк. 13:1—9)
  - 4 воскресенье поста — Притча о блудном сыне (Лк. 15:1—3, 11—32))
  - 5 воскресенье поста — Иисус, прощающий грешницу (Лк. 8:1—11)
  - Вербное (Страстное) воскресенье — Процессия: Лк. 19:28—40, Евангелие Страстей: Лк. 22:14 — 23:56 или Лк. 23:1—49

В литургии практикуется исключение из богослужения Аллилуйя на период всего поста и отмену Gloria на мессе (кроме праздников). Цвет литургических одежд в большую часть великопостного периода — фиолетовый, цвет, характеризующий обычно покаяние. Такие же, фиолетовые, или другие тёмные цвета используются и в убранстве самого храма. Цветы, украшающие обычно храм, также убираются. Орган разрешается использовать только для сопровождения песнопений, а не сам по себе, а после мессы Великого Четверга он вовсе замолкает до Пасхи.
Некоторый контраст с этим составляет 4 воскресенье поста, обычно называемое Laetare (то есть «Радуйся», по первым словам поёмого в начале мессы Introitus, Входного песнопения: «Laetare Ierusalem: et conventum facite omnes qui diligitis eam: gaudete cum laetitia qui in tristitia fuistis: ut exsultetis, et satiemini ab uberibus consolationis vestrae», Ис. 66:10, 11), когда священнослужители облачаются в одежды розового цвета, разрешаются цветы и орган и т. п. Цель этого воскресенья — несколько приободрить верующих перед второй половиной поста и приближающейся Страстной неделей. В средние века, в четверг перед этой неделей (на двадцатый день четыредесятницы, считая без воскресений) был даже особый день (фр. mi-carême), в который допускалось существенное облегчение поста.
Также есть обычай совершать во время Великого поста особые службы, не входящие в богослужебный цикл. Самая распространённая служба такого рода — это богослужение Крестного пути. В некоторых национальных общинах могут совершаться и другие службы, например, польские католики читают т. н. Gorzkie żale. Из числа покаянных практик существует обычай (в настоящее время несколько подзабытый) читать (каждый день поста или только по пятницам) семь покаянных псалмов: псалмы 6, 31, 37, 50, 101, 129 и 142.
Поскольку обязательные пищевые ограничения затрагивают лишь несколько дней в течение поста, католики имеют возможность принимать на период поста собственные правила или обязательства, учитывающие их личные слабости или пристрастия. Например, это может быть отказ от какой-либо любимой пищи, кофе, алкоголя, или вовсе непищевые ограничения, такие, как отказ от телевидения, музыки и т. п., или же, напротив, усиление обычного молитвенного правила, более частое посещение богослужений и т. п. Пятницы, впрочем, остаются днями воздержания даже в тех странах, где в прочее время года оно не является обязательным. Пищевые правила поста имеют ограничения по возрасту, или по здоровью, о чём подробнее см. в статье Католический пост.

### Православие
- Великий пост // Православная энциклопедия. — М., 2004. — Т. VII : Варшавская епархия — Веротерпимость. — С. 454-463. — 39 000 экз. — ISBN 5-89572-010-2.
- Великая четыредесятница // Энциклопедический словарь Брокгауза и Ефрона : в 86 т. (82 т. и 4 доп.). — СПб., 1890—1907.
- Инфографика Великого поста.
- Все о Великом посте Энциклопедия Великого поста: статьи, календарь, рецепты, проповеди.
- Библиотека Великого поста на сайте Татьянин День.
- О богослужении приготовительных дней к великому посту
- О богослужений святой четыредесятницы
- Великий пост на сайте Православный пост.
- Статьи о Великом посте на сайте Азбука веры